# Asthenotricha tamsi
Asthenotricha tamsi là một loài bướm đêm trong họ Geometridae.